# 旅RUN
『旅RUN』（たびラン）は、TBS系列局で特別番組として放送されていたRKB毎日放送製作の紀行番組である。2009年から2011年まで毎年敬老の日に放送されていた。旅を通して走ることの魅力を伝えていた。

## 放送リスト
旅RUN 日本列島縦断!相沢紗世が駆け抜ける
2009年9月21日放送。ロケ地は北海道美瑛町、京都府京都市、鹿児島県霧島市。出演者は相沢紗世、谷川真理。
旅RUN in HAWAII 〜虹と海と風と〜
2010年9月20日放送。その後、2013年8月25日にBS-TBSで放送された。ロケ地はハワイ島。出演者は長谷川潤。
旅RUN in トルコ 道端ジェシカ 世界遺産を走る!
2011年9月19日放送。ロケ地はトルコ。出演者は道端ジェシカ。

## スタッフ
- プロデューサー：今村晃一、関根聖一郎（テレビマンユニオン）
- ディレクター：齋藤龍太（テレビマンユニオン）、小堺有希子（テレビマンユニオン）
- 制作：テレビマンユニオン
- 製作著作：RKB毎日放送